# 逐次刊行物

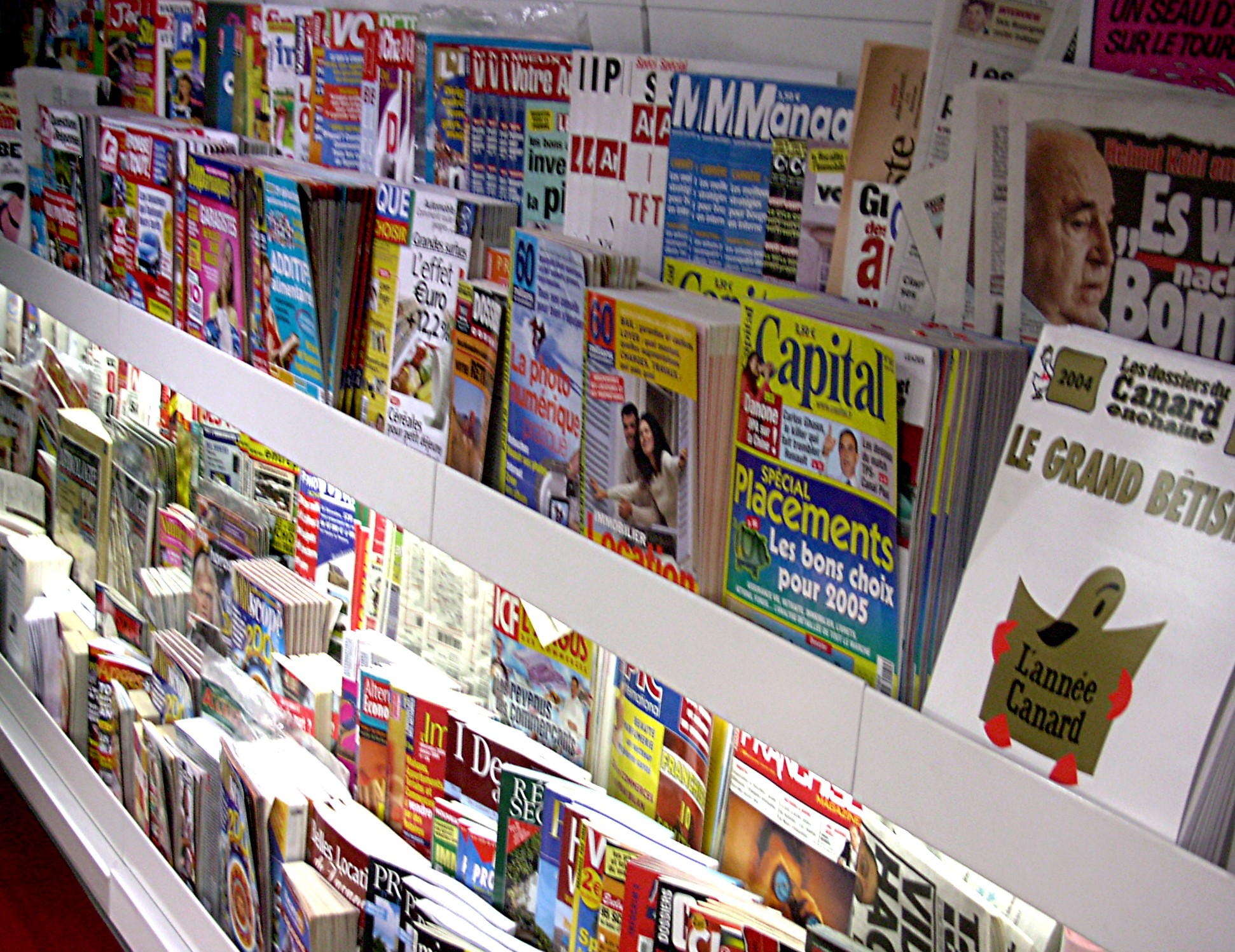
雑誌の例（代表的な逐次刊行物の一つ）

逐次刊行物（ちくじかんこうぶつ）とは、出版物の一種で、同一標題の元に終期を定めずに刊行される分冊刊行物である。代表的な物に雑誌・新聞・年鑑がある。

## 定義
逐次刊行物とは、以下のような出版物のことである。
- 同一標題のもとで継続して分冊刊行
- 終期を定めずに刊行
- 巻号・通巻番号などの刊行順序を示す表示あり

単に順を追って刊行（逐次刊行）されているだけでは逐次刊行物とは呼ばない。
このため逐次刊行をされていても、
- 各巻が独立した著作物である○○文庫・新書・選書・○○講座・叢書・全集類
- 終期が定められている分冊百科事典

等は逐次刊行物とは見なされない。
モノグラフ・シリーズについては各個が独立した論文ではあるが、統一的なテーマの元で番号付けをなされて刊行され続ける場合は逐次刊行物と見なされる。
逐次刊行物は大きく定期刊行物と不定期刊行物に分けられる。名前の通り刊行期日が予め定まっているものが定期刊行物であり、必要に応じて発行されて刊行期日が定まっていない物が不定期刊行物である。これらの定義に則り日本において新聞は定期刊行物に含めてみられるが、『英米目録規則』においては定期刊行物から除外されている。

### 著作物の区分
- 著作物
  - 一回的著作物
  - 継続的著作物
    - 完結の予定がないもの：逐次刊行物
      - 定期刊行物
      - 不定期刊行物

    - 完結の予定がある物

## 種類
代表的な物としては雑誌・新聞・年鑑が挙げられる。
その他、
- 年報・月報など
- 索引誌・抄録誌などの二次資料
- 定期的な会議の議事録
- 科学学術雑誌
- モノグラフ・シリーズ
- 人名録などで毎年改訂されるもの

などが挙げられる。ただし、こうした逐次刊行物であってもハードカバーなどによってしっかりとした製本が行なわれている物は図書館などにおいては図書扱いされることも多い。

## 刊行頻度
逐次刊行物の刊行頻度に対し、国立情報学研究所では以下のものに「刊行頻度不明（unknown）」を加えた18に区分している。
日刊（daily）
毎日刊行。新聞一般紙や官報はこの刊行頻度をとるものが多い。
週3回刊（three times a week）
1週間に3回刊行、毎週月・水・金曜日などの刊行パターンがある。
週2回刊（semiweekly）
1週間に2回刊行。毎週火・金曜日などの刊行パターンがある。特定ジャンル専門新聞に多くみられる。
週刊（weekly）
毎週○曜日の様な形で毎週刊行。ただし、年末年始・ゴールデンウィーク・旧盆の前に2週分の合併号を出す場合が多い。女性週刊誌、実話系雑誌、中高生向け少年漫画以降の男性向け漫画雑誌などがこの発行形態をとる。
旬刊（月3回刊、threetimes a month）
1月に3回、毎旬刊行。1日・11日・21日や5日・15日、25日と言った形で10日おきに発行される。隔週刊と週刊の中間に位置する発行ペースであり、税・金融関連の業界紙及び法律雑誌で採用しているケースが多い。
隔週刊（アメリカ英語: biweekly、イギリス英語: fortnightly）
2週間に1回刊行、隔週○曜日刊行の形になる。発行頻度としては月2回刊に近いが月2回刊が合併号・増刊号・休刊などがなければ年24冊発行であるのに対し、隔週刊は年26 - 27冊発行となる。また月2回刊が月刊の形態の一種であるのに対し、隔週刊は週刊の形態の一種である。発売する間隔と曜日を固定することが出来るため、テレビ情報誌や分冊百科に多い。
月2回刊（semimonthly）
1か月に2回刊行、毎月1日・15日の様に日付を固定するパターンと毎月第1・第3○曜日などの様に曜日を固定するパターンがある。前者は半月刊ともいう。隔週刊との違いについては上記。
サラリーマン向け青年漫画雑誌や中高生向け少女漫画雑誌に多くみられる。ただ、講談社の月2回刊漫画雑誌は他社よりも弱く、『少女フレンド』が1991年に月刊化したほか、『イブニング』が2023年2月に休刊して以降は現存しない。
月刊（monthly）
1か月に1回刊行、不定期に年9 - 11回刊行も含む。一般誌における主流の発行頻度。日刊や週刊と比べ速報性には欠けるが、深く切り込んだ取材と充実した紙面が可能である。ファッションや音楽など趣味に関連する雑誌や業界誌、社内報の多くは月刊誌であることが多い。また専門色の強い雑誌が多い。通常の雑誌で多く見られる発行形態で頻繁な情報の更新・伝達を必要としない雑誌や需要が見込めない雑誌の場合は、隔月刊・季刊になることが多い。
漫画雑誌はほぼ全てのターゲット向けを網羅しているが、児童向けや青年向け女性漫画は最高でも月刊に留まる。KADOKAWA、スクウェア・エニックス、一迅社といったサブカルチャー系出版社における少年漫画雑誌もこの刊行形態を採っている。
隔月刊（bimonthly）
2か月に1回刊行。不定期に年6 - 8回刊行も含む。季刊と共に頻繁な情報の更新・伝達を必要としない雑誌や需要が見込めない雑誌に多く見られる発行形態。増刊やムックなどに多い。
季刊（年4回刊、quarterly）
3か月に1回の季節ごとの刊行、不定期に年4 - 5回刊行も含む。漫画雑誌の増刊号などが一般に見られる。この他、所定の学会が刊行している学術雑誌や業界団体ないし任意団体の機関誌などにもこういった形態がしばしば見られ定期的な刊行物ではあるが頻繁には発行する必要性のない、逆に頻繁に発行すると印刷や郵送などコストが掛かるために発行期間が長いものが多い。
季刊の「季」の字は「四季」（季節）を指しているが世界的に見ると四季の変化に乏しく雨季と乾季くらいしか年間を通じて季節における明確な気候の変化がない地域もあり、その地域の感覚では「季刊」のニュアンスが通じにくい場合もある。なお英語では四半期を意味する「quarterly」（クォータリー）と表現される（→クオーター）。
年3回刊（three times a year）
4か月ごとの定期や不定期で1年に3回刊行。
年2回刊（semiannual）
半年ごとに1回か不定期で年2回刊行。
年刊（annual）
1年ごとに1回刊行。年鑑など。
隔年刊（biennial）
2年ごとに1回刊行。
3年1回刊（triennial）
3年ごとに1回刊行。
その他の刊行頻度（other frequencies）
3年1回刊よりも刊行頻度が低いもの。
不定期刊（no determinable frequency）
刊行頻度が不定期であるもの。ただし、欠号による不定期は当初の刊行頻度となる。主に、週刊誌や月刊誌の特別版（例：スポーツ雑誌によるプロ野球優勝チーム決定時に単発で発刊される優勝特集号など）の形で刊行される。